# Sam Morril
Sam Morril, né 29 août 1986 à Chelsea (Massachusetts) est un comédien de stand-up américain.

## Biographie
Sam Morril est né à New York et a été élevé par sa mère Marilyn Greenberg, peintre et fille George Greenberg, PDG de la chaîne de magasins Loehmann's ; et son beau-père Mark Charles Morril, un avocat travaillant dans le milieu de l'édition. Par son père biologique, il est le neveu du photographe Arthur Elgort et le cousin de l'acteur Ansel Elgort. Sa famille est d'origine ashkénaze.
Il a fait ses études à la Browning School dans l'Upper East Side.
Après avoir été stagiaire pour Stephen Colbert, il fait plusieurs stand-up dans l'émission Conan à partir de 2014 et apparaît dans l'émission The Late Show with Stephen Colbert du 22 avril 2016. En 2016, il participe également à l'émission America's Got Talent.
En 2019, il fait une apparition dans le film Joker de Todd Phillips.

## Vie privée
Sam Morril est en couple avec la comédienne de stand-up Taylor Tomlinson,.